# Prix Goncourt

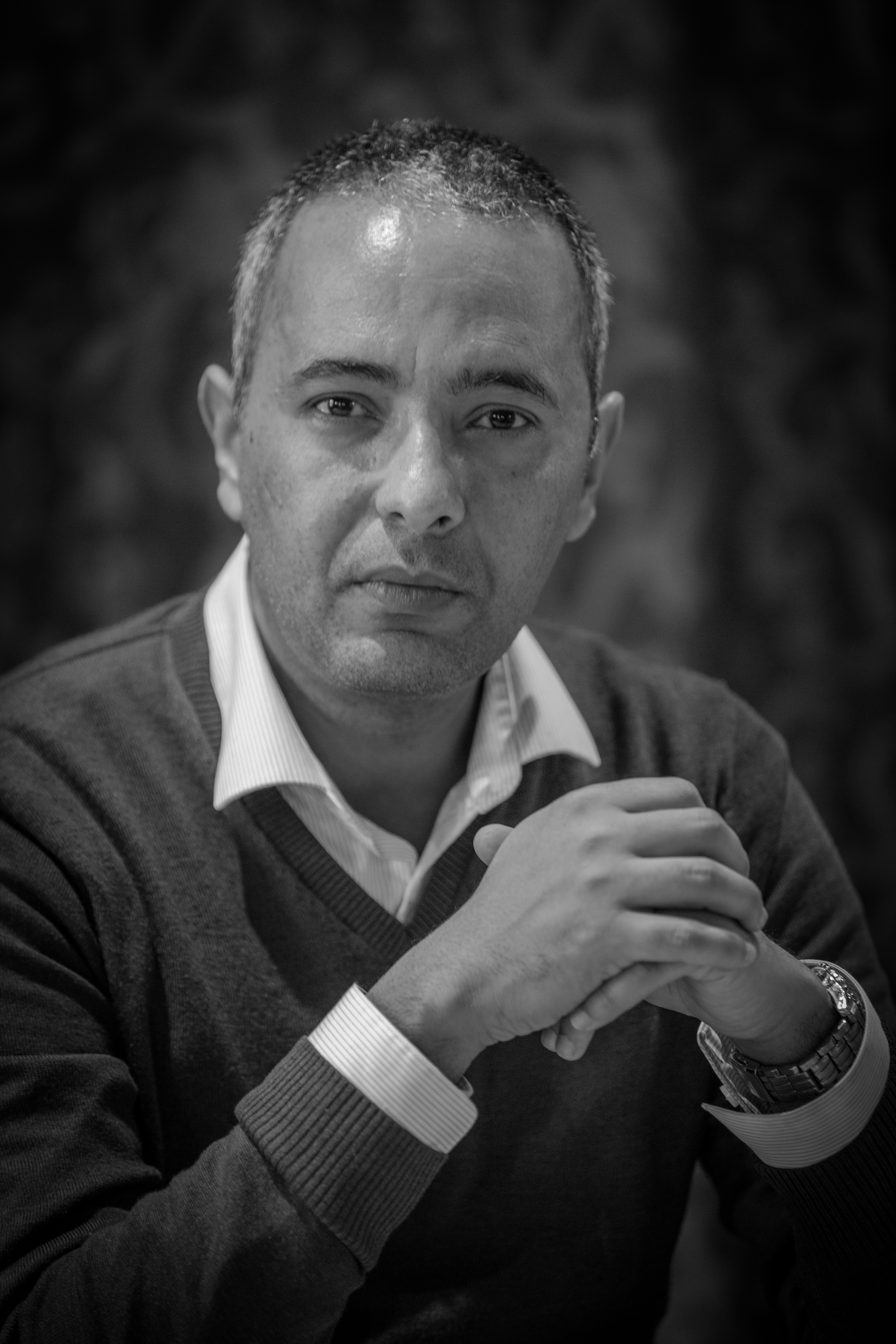
Preisträger 2024: Kamel Daoud für seinen Roman Houris

Der Prix Goncourt (französisch Le prix Goncourt, [lə pʁi ɡɔ̃'kuʁ]) ist ein französischer Literaturpreis, der seit 1903 von der Académie Goncourt vergeben wird. Ursprünglich ehrte die Auszeichnung nur den besten französischsprachigen Roman des Jahres, mittlerweile wird der Prix Goncourt auch in vier weiteren Kategorien vergeben. Ergänzend wird ein separat organisierter Preis für die Leseförderung von Schülern unter seinem Namen verliehen. Der Prix Goncourt, der alljährlich im November für den besten Roman vergeben wird, gilt als ältester und bedeutendster Literaturpreis Frankreichs.

## Geschichte

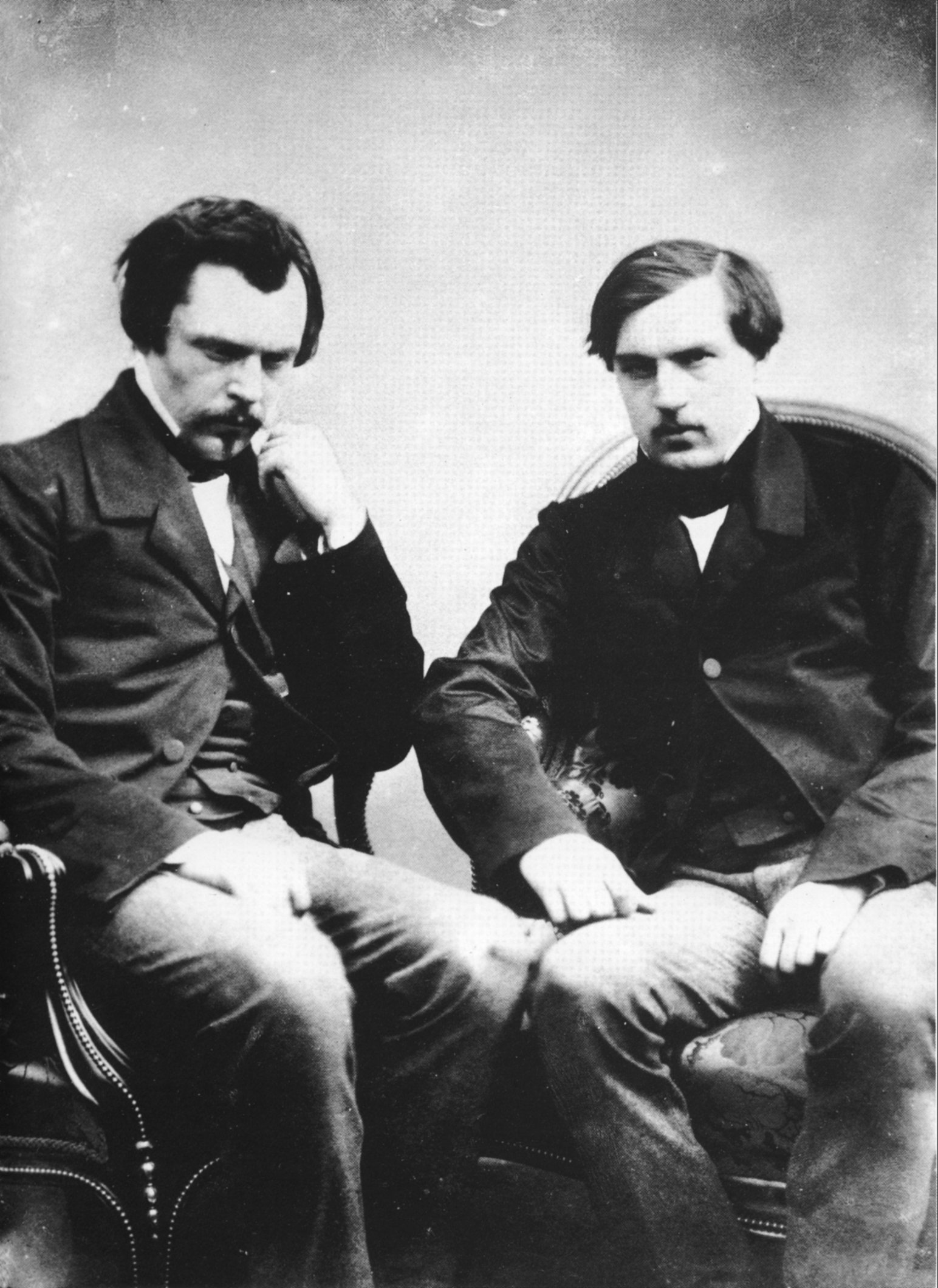
Die Brüder Edmond (links) und Jules (rechts) Goncourt

Benannt wurde der Preis nach den Schriftsteller-Brüdern Edmond und Jules de Goncourt. Edmond de Goncourt legte in seinem Testament 1896 die Gründung einer Académie Goncourt und die Stiftung des Prix Goncourt fest.
Er wird seit 1903 jeweils im Spätherbst, meist im November, von der 1900 gegründeten Académie Goncourt vergeben und soll das beste erzählerische Werk auszeichnen, das im laufenden Jahr in französischer Sprache erschienen ist.
Die erste Verleihung war mit einem Preisgeld von 5.000 FF verbunden und erfolgte am 21. Dezember 1903 für den Roman Force ennemie von John-Antoine Nau.
Seine Verleihung ist das wichtigste Ereignis der sogenannten „rentrée littéraire“, dem für das literarische Leben Frankreichs so typischen massierten Erscheinen neuer Werke ab Mitte August, d. h. etwa gleichzeitig mit der „rentrée“, der Heimkehr der Franzosen aus dem Urlaub und dem Beginn des neuen Schuljahres.
Obwohl heute nur mit symbolischen zehn Euro dotiert, ist der Prix Goncourt bei den Autoren überaus begehrt, weil er starken Einfluss auf den Verkaufserfolg eines Werkes hat. Einer Studie der GfK zufolge, die im Auftrag der Zeitschrift Livres Hebdo entstand, war der Prix Goncourt im Zeitraum 2014–2018 der mit Abstand einflussreichste Literaturpreis für den französischen Buchmarkt:
| Literaturpreis                           | Romanverkäufe (Ø 2014–2018) |
| ---------------------------------------- | --------------------------- |
| Prix Goncourt                            | 367.100                     |
| Prix Goncourt des lycéens                | 314.000                     |
| Prix Renaudot                            | 219.800                     |
| Prix du roman Fnac                       | 171.300                     |
| Grand Prix du Roman (Académie française) | 116.300                     |
| Prix Femina                              | 85.500                      |
| Prix Interallié                          | 46.900                      |
| Prix Médicis                             | 34.600                      |

Der Preis wird für Romane vergeben; es gibt daneben auch Goncourt-Preise für Lyriker, Roman-Erstlinge, Kurzgeschichten sowie für Biografien.
Es gibt immer wieder Verschwörungstheorien, wonach Jurymitglieder sich verbünden, um reihum die ihnen nahestehenden Verlage zu begünstigen. So gab es das böse Wort von einem Kartell „Galligrasseuil“ (Gallimard, Grasset, Seuil).
2020 sollte der Prix Goncourt ursprünglich am 10. November vergeben werden. Aus Solidarität mit den aufgrund der COVID-19-Pandemie geschlossenen Buchläden in Frankreich kündigte die Académie Goncourt aber eine Verschiebung der Preisvergabe an. Der 2020 neu eingesetzte Jurypräsident Didier Decoin wollte der französischen Regierung bis zum 10. Dezember Zeit geben, die Buchhandlungen wieder zu öffnen. Dadurch verschob sich auch die Vergabe des Prix Renaudot. Auch die Jury des Prix Interallié, der eigentlich die französische Literaturpreissaison abschließen sollte, stimmte mit ein und beschloss, am 12. November 2020 nur eine Shortlist zu veröffentlichen. Am Freitag, den 13. November, entschied die Académie Goncourt sich schließlich dafür, den Gewinner am 30. November zu küren, nachdem Premierminister Jean Castex eine Öffnung der Buchläden ab Dezember für möglich hielt.

## Kategorien
Von der Académie Goncourt vergebene Preise:
| Kategorie      | Originaltitel                                       | verliehen seit |
| -------------- | --------------------------------------------------- | -------------- |
| Roman          | Le Prix Goncourt                                    | 1903           |
| Kurzgeschichte | Prix Goncourt de la Nouvelle                        | 1974           |
| Biografie      | Prix Goncourt de la Biographie Edmonde Charles-Roux | 1980           |
| Dichtung       | Prix Goncourt de la Poésie Robert Sabatier          | 1985           |
| Debütroman     | Prix Goncourt du Premier Roman                      | 1991           |

Seit 1988 wird separat unter Schirmherrschaft der Académie Goncourt und im Sinne der Leseförderung von französischen Schülern der Prix Goncourt des lycéens vergeben. Ähnliche Preise existierten unter dem Titel Le Choix Goncourt de … auch im Ausland auf Schul- und/oder Universitätsebene, oft in Zusammenarbeit mit dem Institut français organisiert. Gegenwärtig werden solche Auszeichnungen in Polen (seit 1998), Serbien (seit 2012), im Nahen Osten (erste Verleihung 2012 im Libanon als Le choix de l’Orient), Italien und Rumänien (beide seit 2013), in der Schweiz und in Tunesien (beide seit 2015), in Belgien (seit 2016), Slowenien und Spanien (beide seit 2017) vergeben.

## Auswahlverfahren und Jury
Um am Prix Goncourt teilzunehmen, muss das Werk in französischer Sprache geschrieben und von einem frankophonen Verlag herausgegeben worden sein. Ein Verlag reicht seine Werkauswahl von Ende Juni bis zum 16. August (Bester Roman), Januar (Bester Debütroman), Februar (Beste Kurzgeschichte) oder April (Beste Biografie) bei den Jurymitgliedern ein. Einzig der Preis für Poesie wird an das Gesamtwerk eines Dichters verliehen.
Die Jury besteht aus zehn Schriftstellern, „die Zehn“ genannt, die nicht auch Mitglieder der Académie française sein dürfen. Versammlungsort der Jury ist seit 1914 ein Salon im ersten Stock des Pariser Restaurants Drouant in der Rue Gaillon nahe der Opéra Garnier. Der französische Meisterkoch Auguste Escoffier war für das Menü beim ersten Zusammentreffen der Jury am 26. Februar 1903 verantwortlich.

### Mitglieder der Académie Goncourt

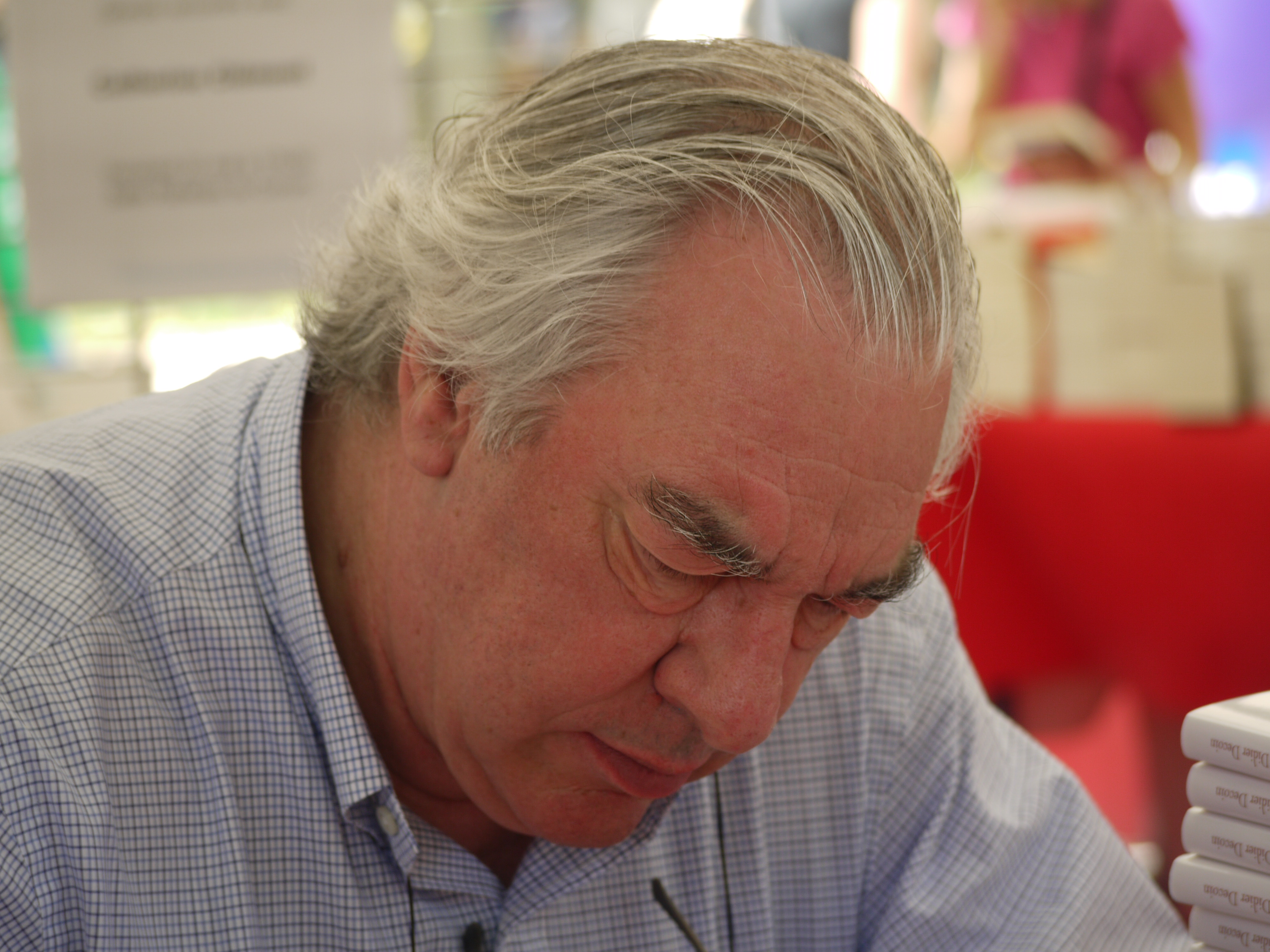
Didier Decoin, derzeitiger Präsident der Goncourt-Jury

Aktuelle Jurymitglieder sind:
| Sitz | Name                   | Geboren | seit |
| ---- | ---------------------- | ------- | ---- |
| 1    | Pascal Bruckner        | 1948    | 2020 |
| 2    | Éric-Emmanuel Schmitt  | 1960    | 2016 |
| 3    | Didier Decoin          | 1945    | 1995 |
| 4    | Paule Constant         | 1944    | 2013 |
| 5    | Christine Angot        | 1959    | 2023 |
| 6    | Tahar Ben Jelloun      | 1947    | 2006 |
| 7    | Camille Laurens        | 1957    | 2020 |
| 8    | Françoise Chandernagor | 1945    | 1995 |
| 9    | Philippe Claudel       | 1962    | 2012 |
| 10   | Pierre Assouline       | 1953    | 2012 |

### Ehemalige Mitglieder
- Liste der Mitglieder der Académie Goncourt